# 友枝村
友枝村（ともえだむら）は、福岡県築上郡にあった村。現在の築上郡上毛町の一部。

## 地理
太平山から雁股山に続く山脈の北麓に位置した。
- 河川：友枝川、東友枝川[1]

## 歴史
- 1889年（明治22年）4月1日 - 町村制の施行により、上毛郡西友枝村、土佐井村、東上村、東下村が合併して村制施行し、友枝村が発足[1][2]。
- 1896年（明治29年）4月1日 - 郡の統合により築上郡の所属となる[1][3]。
- 1915年（大正4年）- 電灯点灯[1]
- 1918年（大正7年）- 村立図書館開設[1]
- 1943年（昭和18年）- 森林組合設立[1]
- 1955年（昭和30年）4月1日 - 築上郡唐原村と合併し大平村を新設して廃止された[1][2]。

## 交通
- 1914年（大正3年）- 宇島鉄道開通、友枝駅開設[1]。
- 1936年（昭和11年）- 宇島鉄道廃止[1]